# Collrunge

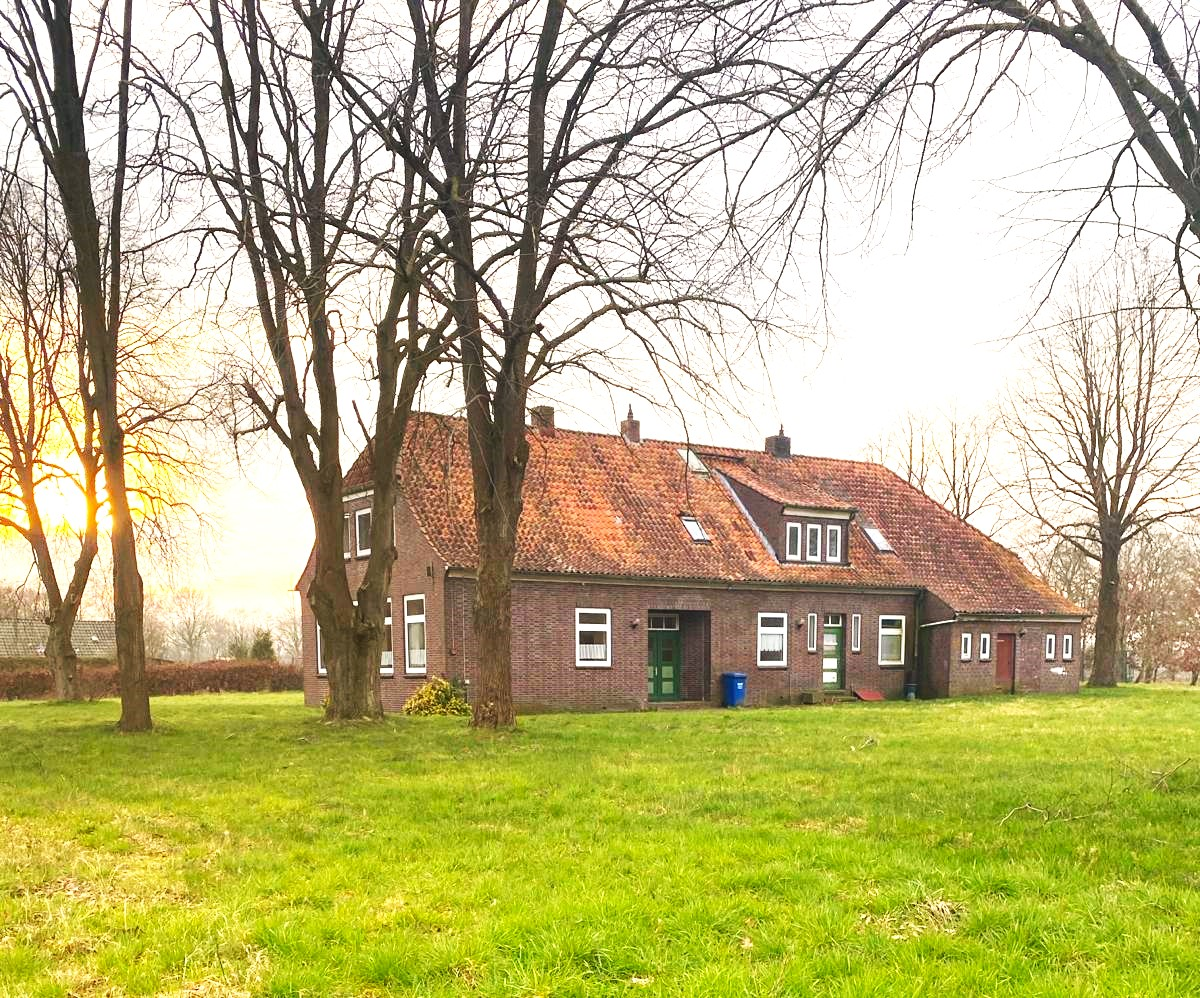
Ehemalige Collrunger Schule

Collrunge (andere Schreibweise: Kollrunge) ist eine Ortschaft innerhalb des Wittmunder Stadtteils Ardorf. Die Geschichte der ehemaligen Moorkolonie beginnt im letzten Jahrzehnt des 18. Jahrhunderts. Grund ihrer Anlage war unter anderem das Urbarmachungsedikt des preußischen Königs Friedrichs des Großen, dem viele Siedlungen und Dörfer im Inneren der ostfriesischen Halbinsel ihre Entstehung verdanken.

## Lage und Verkehrsanbindung
Collrunge liegt südlich von Ardorf an der Wittmunder Kreisstraße 28, die von der Bundesstraße 210 zur Grenze des Landkreises Wittmund führt. Die Kreisstraße trägt ab Ardorf den Namen Collrunger Straße. An der Landkreisgrenze wird sie zur Brockzeteler Straße, die in Richtung Aurich führt. Zwischen Wittmund und Collrunge verkehrt die Buslinie 342 des Verkehrsverbundes Ems-Jade. Im Ort gibt es zwei Haltestellen: Collrunge-Trafo und Collrunge-Abzweigung.

## Name
Die Ortsbezeichnung geht auf den bereits für 1684 dokumentierten Gemarkungsnamen Kolderunge zurück, der sich auch auf der zwischen 1808 und 1810 erschienenen Karte von Carl Jättnig befindet. Die offizielle heutige Schreibung Collrunge findet sich zum ersten Mal in der Statistischen Übersicht Ostfrieslands von 1871. Gerhard Ohling vermutet, dass die Ortsbezeichnung Collrunge sich von einem Gewässernamen herleitet: kolde runge (kalte Runge). Der Name könnte sich auf einen Wasserlauf beziehen, der das ehemalige Brockzeteler Meer mit der Harle verband. Nach dieser Annahme wäre runge etymologisch mit dem gotischen runs (= Lauf) und dem altenglischen ryne (= Lauf, Fließen; vergleiche Rinne, Rhein) verwandt. Die Herkunft des Konsonanten g im Ortsnamen Collrunge bleibt bei dieser Annahme jedoch ungeklärt.
Die Schreibweise des Namens mit C beziehungsweise K wechselt in der Literatur und auf Landkarten.

## Geschichte

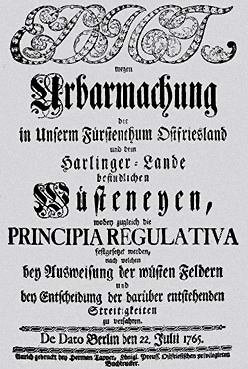
Urbarmachungsedikt des preußischen Königs Friedrich II.

Bis zum Urbarmachungsedikt des Preußenkönigs Friedrich II., das 1765 erlassen worden ist, galt in den ostfriesischen Moorgebieten das sogenannte Upstreekrecht. Danach durfte „ein jeder Interessent den Abschnitt eines Moores zum Ausgang seiner Besitzergreifung machen (…), indem er die seitlichen Begrenzungslinien, in der Regel Bewässerungsgräben, gradlinig und parallel ins Moor vortrieb“. Mit dem Inkrafttreten des Urbarmachungsedikts behielt das Upstreekrecht zwar für die bereits vorhandenen Siedler seine Gültigkeit, nicht aber für Neusiedler. Das neue Gesetz ermöglichte großräumige Planungen in den zentralostfriesischen Moorgebieten; Fehnkanäle und Wege wurden angelegt, um den abgebauten Torf in die Städte Ostfrieslands zu transportieren und auf dem Rückweg unter anderem fruchtbaren Wattenmeerboden für die Moorsiedlungen mitzunehmen. Bis zum Ende der sogenannten Ersten Preußenzeit entstanden über einhundert neue Moorkolonien, darunter 1796 die Siedlung Collrunge. Fast gleichzeitig entstanden in der Nachbarschaft die Siedlungen Müggenkrug, Rispelerhelmt, Klein-Wiesedermeer und Wiesederfehn.
Den Kolonisten, die sich unter den Bedingungen des Urbarmachungsediktes ansiedelten, standen nach einem weiteren königlichen Erlass vom 17. Januar 1770 eine Reihe von „Wohlthaten und Privilegien“ zu. Dazu gehörten unter anderem die unentgeltliche Überlassung der Grundstücke für Hausbau und Gartenanlage, zeitlich begrenzte Abgabenfreiheit, bis zu sechs Diemat „Wild-Land“ in Erbpacht und „freie Ausübung der Gottesdienste“ für Angehörige der „drei christlichen Hauptreligionen“. Die im Erlass versprochenen Bauhilfsgelder („Ausländer“: 40 Reichstaler; „Landeseingeborene“: 25 Reichstaler) konnten die Collrunger Siedler nicht mehr in Anspruch nehmen, da ihre Auszahlung bereits 1791 eingestellt worden war.
Am 1. April 1868 begann im Bereich der Postexpedition Wittmund die Landbriefzustellung. Im Amtsblatt für Hannover, in dem die Verfügung der Oberpostdirektion veröffentlicht wurde, findet sich auch eine Liste von Orten, in denen der Briefträger für die – abgesehen vom Sonntag – tägliche „Zustellung der Correspondenzen“ zu sorgen hatte. Darin wird auch Collrunge in der veralteten Form Colderunge erwähnt.
Die heutige Kreisstraße 28, die durch Collrunge führt, wurde zwischen 1869 und 1890 als Klinkerstraße erbaut. Sie führte von Heglitz über Ardorf nach Collrunge und endete an der Kreisgrenze. Sie trug den Namen Landstraße Heglitz–Kollrunge und hatte eine Länge von gut sieben Kilometern. Sie war in der Anfangszeit mautpflichtig. Eine „Chausseegeldhebestelle“ befand sich in Ardorf.
Von einer privaten Schafzucht in Collrunge berichteten Johann Friedrich de Vries und Theodor Focken in ihrer 1881 erschienenen Landesbeschreibung Ostfriesland. Sie soll zwischen 400 und 1000 Heidschnucken umfasst haben.
Im Jahr 1912 wurde in Collrunge ein Schmiedebetrieb eröffnet, der über 100 Jahre bestand. Nachdem der letzte Eigentümer den Betrieb aus Altersgründen geschlossen hatte, wurde die gesamte Schmiedeeinrichtung an den Verein Kunst und Wind in Bunde verkauft und in der der Bunder Mühle wiederaufgebaut. Sie kann zu bestimmten Zeiten besichtigt werden. Möglich ist es auch, die Mühlenschmiede für interessierte Gruppen (zum Beispiel Schulklassen) in Betrieb zu setzen und kleinere Gegenstände zu schmieden.
Für Anfang der 1930er Jahre ist die Existenz eines Collrunger Arbeitsdienstlagers belegt. Träger der Einrichtung war zunächst der Stahlhelm-Kreis Nordwest. In einem Zeitungsbericht von 27. April 1933 heißt es, dass in dieser Einrichtung, die „zum staatlich anerkannten Schulungslager erhoben“ worden war, zukünftige Führer des Reichsarbeitsdienstes (RAD) ausgebildet werden sollten. 1936 war vom Stahlhelm als Träger nicht mir die Rede. Das Lager gehörte spätestens zu diesem Zeitpunkt dem RAD. Das damals NS-nahe Jeversche Wochenblatt berichtete 1936 lobend über die durch die Arbeitsdienstler erfolgte Umgestaltung der Collrunger Heide- und Moorlandschaft: „Urland muss hier grünen, saftigen Wiesen weichen, Flächen, die in der kommenden Zeit vielen Volksgenossen eigene Scholle und Lebensfähigkeit geben sollen.“ Ein umfangreiches Siedlungsprogramm habe es erst „nach der Machtergreifung durch den Nationalsozialismus“ gegeben. Manches sei schon umgesetzt worden, so seien zum Beispiel innerhalb weniger Jahre „ganze Häuserreihen und neue Dörfer in der Einsamkeit des öden Heidemeeres entstanden“. Die Arbeit des Collrunger Arbeitsdienstes wurde in einem zu Propagandazwecken hergestellten Film festgehalten. Über seinen Verbleib ist bislang nichts bekannt.
1936 erhielt die Moorkolonie eine eigene Volksschule (siehe Bild). Ihr erster Lehrer war Hinrich Theodor Schoon. Im Jahr 1969 musste die Schule wegen Lehrermangels geschlossen werden.

## Religion
Die evangelisch-lutherischen Einwohner Collrunges gehörten von Anfang an zur Kirchengemeinde Ardorf. Katholische Christen haben ihr Gotteshaus in Wittmund. Mitglieder einer Freikirche finden zwei Gemeindeangebote in Jever: eine Evangelische Freie Gemeinde und eine Baptistengemeinde.

## Vereinsleben
In der ehemaligen Moorkolonie haben mehrere Vereine ihr Zuhause. Dazu gehören unter anderem der Klootschießerverein KBV Collrunge und die Reitgemeinschaft Collrunge e.V.

## Mit Collrunge verbunden
Der Künstler Herbert W. H. Hundrich wurde 1951 in Collrunge geboren. Er lebt heute auf Mallorca und in Mecklenburg-Vorpommern.